# Desintegración beta doble sin neutrinos
| Física nuclear • Núcleo • Nucleones (p, n) • Materia nuclear • Fuerza nuclear • Estructura nuclear • Procesos nucleares |

La desintegración beta doble sin neutrinos (0νββ) es un proceso radiactivo teórico, comúnmente propuesto y perseguido experimentalmente que demostraría una naturaleza majoránica de la  partícula del neutrino. En 2020 todavía no se había encontrado.
El descubrimiento de la doble desintegración beta sin neutrinos podría arrojar luz sobre la masa absoluta de los neutrinos y su jerarquía de masas (masa del neutrino). Significaría la primera señal de violación de la conservación del número leptónico total. La confirmación de la naturaleza majoránica de los neutrinos demostraría que el neutrino es su propia antipartícula.
Para buscar la desintegración beta doble sin neutrinos, se estaban llevando a cabo varios experimentos a comienzos del siglo XXI, y se habían explorado distintas propuestas para aumentar la sensibilidad de los equipos de detección utilizados.

## Desarrollo histórico de la discusión teórica

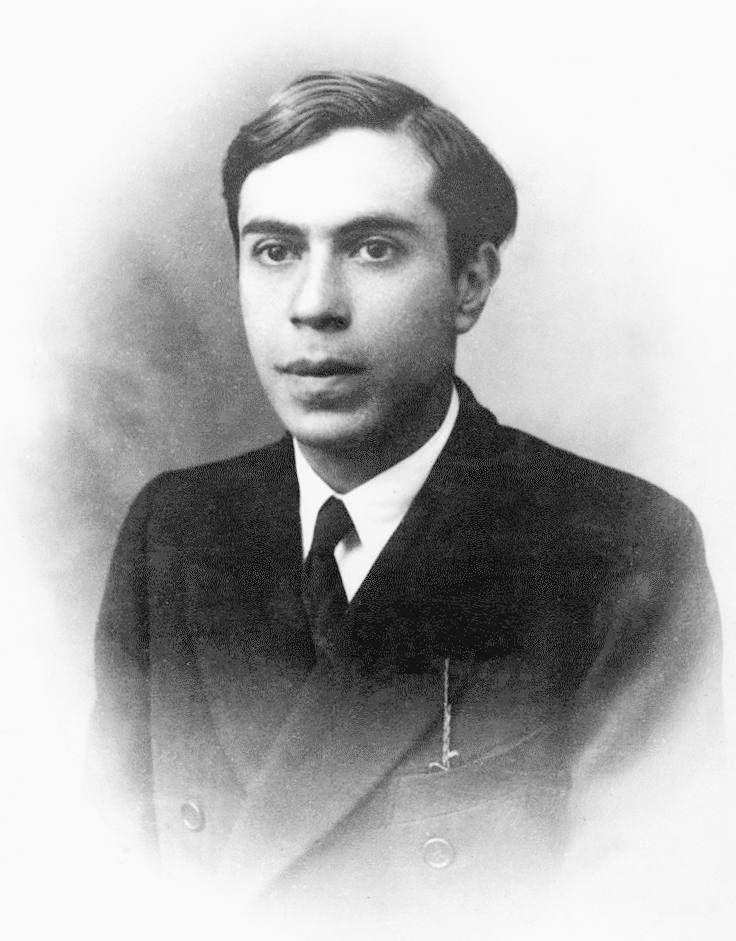
Ettore Majorana (1906-1938), el primero en introducir la idea de que partículas y antipartículas son idénticas.

En 1939, Wendell H. Furry propuso la idea de la naturaleza majoránica del neutrino, que estaba asociada con la desintegración beta. Afirmó que la probabilidad de transición es incluso mayor para la desintegración beta doble sin neutrinos, convirtiéndose en la primera idea propuesta para buscar una posible violación de la conservación del número de leptones. Desde entonces, la propuesta ha llamado la atención de los investigadores, por ser una herramienta útil para estudiar la naturaleza de los neutrinos:

[El] modo 0ν [...] que viola el número de leptones y ha sido reconocido desde hace mucho tiempo como una herramienta poderosa para probar las propiedades de los neutrinos.
Oliviero Cremonesi

El físico italiano Ettore Majorana introdujo por primera vez el concepto de que una partícula es su propia antipartícula. La naturaleza de las partículas recibió posteriormente su nombre como partículas de Majorana. La desintegración beta doble sin neutrinos es un método para buscar la posible naturaleza majoránica de los neutrinos.

## Relevancia física

### Doble desintegración beta convencional
Los neutrinos se producen convencionalmente en desintegraciones débiles. Las desintegraciones beta débiles normalmente producen un electrón (o positrón), emiten un antineutrino (o neutrino) y aumentan el número atómico {\displaystyle Z} del núcleo en uno. La masa del núcleo (es decir, su energía de unión) es entonces menor y, por lo tanto, su estado es más favorable. Existe una serie de elementos que pueden desintegrarse en un núcleo de menor masa, pero no pueden emitir "un" electrón solamente, porque el núcleo resultante es cinemáticamente (es decir, en términos de energía) menos favorable (su energía sería mayor). Estos núcleos solo pueden desintegrarse emitiendo "dos" electrones (es decir, mediante una desintegración beta doble). Hay alrededor de una docena de casos confirmados de núcleos que solo pueden desintegrarse mediante desintegración beta doble. La ecuación de desintegración correspondiente es:
{\displaystyle (A,Z)\rightarrow (A,Z+2)+2e^{-}+2{\bar {\nu }}_{e}}.
Es un proceso débil de segundo orden. Una desintegración simultánea de dos nucleones en el mismo núcleo es extremadamente improbable. Por lo tanto, la vida útil observada experimentalmente de tales procesos de desintegración está en el rango de {\displaystyle 10^{18}-10^{21}} años. Ya se ha observado que varios isótopos muestran esta desintegración beta doble de dos neutrinos.
Esta desintegración beta doble convencional está permitida según el modelo estándar de la física de partículas. Tiene, por tanto, una base tanto teórica como experimental.

### Descripción general

Diagrama de Feynman de desintegración beta doble sin neutrinos. Aquí dos neutrones se desintegran en dos protones y dos electrones, pero ningún neutrino se encuentra en el estado final. La existencia de este mecanismo requeriría que los neutrinos fueran partículas de Majorana.

Si la naturaleza de los neutrinos es majoránica, entonces pueden ser emitidos y absorbidos en el mismo proceso sin aparecer en el correspondiente estado final. Como partículas de Dirac, ambos neutrinos producidos por la desintegración de los bosones W y Z serían emitidos y no absorbidos después.
La desintegración beta doble sin neutrinos solo puede ocurrir si
- La partícula del neutrino es de Majorana,[11] y
- Existe un componente dextrógiro de la corriente leptónica débil o el neutrino puede cambiar su sentido de giro dominante entre emisión y absorción (entre los dos vértices W), lo cual es posible para una masa de neutrino distinta de cero (durante al menos una de las especies de neutrinos).[1]

El proceso de desintegración más simple se conoce como intercambio de neutrinos ligeros. Presenta un neutrino emitido por un nucleón y absorbido por otro nucleón (véase la figura de la derecha). En el estado final, las únicas partes que quedan son el núcleo (con su número de protones {\displaystyle Z} cambiado) y dos electrones:
{\displaystyle (A,Z)\rightarrow (A,Z+2)+2e^{-}}
Los dos electrones se emiten casi simultáneamente.
Los dos electrones resultantes son entonces las únicas partículas emitidas en el estado final y deben portar aproximadamente la diferencia de las sumas de las energías de enlace de los dos núcleos antes y después del proceso en forma de energía cinética. Los núcleos pesados no transportan energía cinética de forma significativa.
En ese caso, la tasa de emisión se puede calcular mediante:
{\displaystyle \Gamma _{\beta \beta }^{0\nu }={\frac {1}{T_{\beta \beta }^{0\nu }}}=G^{0\nu }\cdot \left|M^{0\nu }\right|^{2}\cdot \langle m_{\beta \beta }\rangle ^{2}},
donde {\displaystyle G^{0\nu }} denota el factor espacio fásico, {\displaystyle \left|M^{0\nu }\right|^{2}} es el elemento matricial (al cuadrado) de este proceso de desintegración nuclear (según el diagrama de Feynman) y {\displaystyle \langle m_{\beta \beta }\rangle ^{2}} es el cuadrado de la masa efectiva de Majorana.
Primero, la masa efectiva de Majorana se puede obtener mediante
{\displaystyle \langle m_{\beta \beta }\rangle =\sum _{i}U_{ei}^{2}m_{i}},
donde {\displaystyle m_{i}} son las masas de los neutrinos de Majorana (tres neutrinos {\displaystyle \nu _{i}}) y {\displaystyle U_{ei}} los elementos de la matriz de mezcla de neutrinos {\displaystyle U} (véase matriz de Pontecorvo–Maki–Nakagawa–Sakata). Los experimentos contemporáneos para encontrar desintegraciones beta dobles sin neutrinos (véase la sección sobre experimentos) tienen como objetivo tanto la prueba de la naturaleza majoránica de los neutrinos como la medición de esta masa efectiva de Majorana {\displaystyle \langle m_{\beta \beta }\rangle } (sólo se puede hacer si la desintegración es realmente generada por las masas de los neutrinos).
El elemento de la matriz nuclear (NME) {\displaystyle \left|M^{0\nu }\right|} no se puede medir de forma independiente; y debe calcularse. El cálculo en sí se basa en sofisticadas teorías nucleares de muchos cuerpos y existen diferentes métodos para hacerlo. El NME {\displaystyle \left|M^{0\nu }\right|} también difiere de un núcleo a otro (es decir, de elemento químico a elemento químico). Hoy en día, el cálculo del NME es un problema importante y ha sido tratado por diferentes autores de distintas maneras. Una cuestión es si se debe tratar el rango de valores obtenidos para {\displaystyle \left|M^{0\nu }\right|} como incertidumbre teórica y si esto debe entenderse entonces como una incertidumbre estadística. Aquí se están eligiendo diferentes enfoques. Los valores obtenidos para {\displaystyle \left|M^{0\nu }\right|} a menudo varían en factores de 2 hasta aproximadamente 5. Los valores típicos se encuentran en el rango de aproximadamente 0,9 a 14, dependiendo del núcleo/elemento en descomposición.
Por último, también se debe calcular el factor de espacio de fase {\displaystyle G^{0\nu }}. Depende de la energía cinética total liberada ({\displaystyle Q=M_{\text{nucleus}}^{\text{before}}-M_{\text{nucleus}}^{\text{after}}-2m_{\text{electron}}}, es decir, del "valor {\displaystyle Q}") y del número atómico {\displaystyle Z}. Los métodos utilizan la función de onda de Dirac, tamaños nucleares finitos y cribado de electrones. Existen resultados de alta precisión para {\displaystyle G^{0\nu }} de varios núcleos, que van desde aproximadamente 0,23 (para {\displaystyle \mathrm {^{128}_{52}Te\rightarrow _{54}^{128}Xe} }), y 0.90 ({\displaystyle \mathrm {^{76}_{32}Ge\rightarrow _{34}^{76}Se} }) a alrededor de 24.14 ({\displaystyle \mathrm {^{150}_{60}Nd\rightarrow _{62}^{150}Sm} }).
Se cree que, si se encuentra una desintegración beta doble sin neutrinos bajo ciertas condiciones (tasa de desintegración compatible con predicciones basadas en conocimientos experimentales sobre las masas y la mezcla de neutrinos), esto apuntaría probablemente a los neutrinos de Majorana como el principal mediador (y no otras causas sugeridas por la nueva física). Hay 35 núcleos que pueden sufrir una desintegración beta doble sin neutrinos (de acuerdo con las condiciones de desintegración antes mencionadas).

## Experimentos y resultados
A comienzos del siglo XXI se estaban considerando nueve candidatos diferentes de núcleos en experimentos para confirmar la doble desintegración beta sin neutrinos: 
{\displaystyle \mathrm {^{48}Ca,^{76}Ge,^{82}Se,^{96}Zr,^{100}Mo,^{116}Cd,^{130}Te,^{136}Xe,^{150}Nd} }. Todos ellos tienen argumentos a favor y en contra de su uso en un experimento. Los factores a tener en cuenta son su abundancia natural, el enriquecimiento a un precio razonable y una técnica experimental bien comprendida y controlada. Cuanto mayor sea el valor {\displaystyle Q}, mayores serán, en principio, las posibilidades de un descubrimiento. El factor del espacio de fase {\displaystyle G^{0\nu }} y, por lo tanto, de la tasa de desintegración, crece con {\displaystyle Q^{5}}.
Experimentalmente de interés, y por lo tanto de medida, es la suma de las energías cinéticas de los dos electrones emitidos. Debería ser igual al valor {\displaystyle Q} del núcleo respectivo para la emisión beta doble sin neutrinos.
La tabla muestra un resumen de los mejores límites actuales de la vida útil del proceso 0νββ. De esto se puede deducir que la desintegración beta doble sin neutrinos es un evento extremadamente raro, si es que ocurre.
| Isótopo                             | Experimento      | Tiempo de vida {\displaystyle T_{\beta \beta }^{0\nu }} [años] |
| ----------------------------------- | ---------------- | -------------------------------------------------------------- |
| {\displaystyle \mathrm {^{48}Ca} }  | ELEGANT-VI       | {\displaystyle >1.4\cdot 10^{22}}                              |
| {\displaystyle \mathrm {^{76}Ge} }  | Heidelberg-Moscú | {\displaystyle >1.9\cdot 10^{25}}                              |
| {\displaystyle \mathrm {^{76}Ge} }  | GERDA            | {\displaystyle >1.8\cdot 10^{26}}                              |
| {\displaystyle \mathrm {^{76}Ge} }  | MAJORANA         | {\displaystyle >8.3\cdot 10^{25}}                              |
| {\displaystyle \mathrm {^{82}Se} }  | NEMO-3           | {\displaystyle >1.0\cdot 10^{23}}                              |
| {\displaystyle \mathrm {^{82}Se} }  | CUPID-0          | {\displaystyle >4.6\cdot 10^{24}}                              |
| {\displaystyle \mathrm {^{96}Zr} }  | NEMO-3           | {\displaystyle >9.2\cdot 10^{21}}                              |
| {\displaystyle \mathrm {^{100}Mo} } | NEMO-3           | {\displaystyle >2.1\cdot 10^{25}}                              |
| {\displaystyle \mathrm {^{116}Cd} } | Solotvina        | {\displaystyle >1.7\cdot 10^{23}}                              |
| {\displaystyle \mathrm {^{128}Te} } | CUORE            | {\displaystyle >3.6\cdot 10^{24}}                              |
| {\displaystyle \mathrm {^{130}Te} } | CUORE            | {\displaystyle >2.2\cdot 10^{25}}                              |
| {\displaystyle \mathrm {^{136}Xe} } | EXO              | {\displaystyle >3.5\cdot 10^{25}}                              |
| {\displaystyle \mathrm {^{136}Xe} } | KamLAND-Zen      | {\displaystyle >2.3\cdot 10^{26}}                              |
| {\displaystyle \mathrm {^{150}Nd} } | NEMO-3           | {\displaystyle >2.1\cdot 10^{25}}                              |

### Colaboración Heidelberg-Moscú
La llamada "colaboración Heidelberg-Moscú" (HDM; 1990-2003) del Instituto Max Planck de Física Nuclear alemán y del centro científico ruso Instituto Kurchátov de Moscú, afirmó haber encontrado evidencia de desintegración beta doble sin neutrinos (Controversia Heidelberg-Moscú). Inicialmente, en 2001, la colaboración anunció una evidencia de 2,2σ o 3,1σ (dependiendo del método de cálculo utilizado). Se encontró que la tasa de desintegración era de alrededor de {\displaystyle 2\cdot 10^{25}} años. Este resultado ha sido tema de debate entre muchos científicos y autores. A comienzos de la década de 2020, ningún otro experimento había confirmado o comprobado el resultado del grupo HDM. En cambio, los resultados recientes del experimento GERDA para el límite de vida claramente desfavorecen y rechazan los valores de la colaboración HDM, y seguía sin encontrase la desintegración beta doble sin neutrinos.

### Experimento GERDA (matriz de detectores de germanio)
El resultado de la colaboración Germanium Detector Array (GERDA) de la fase I del detector fue un límite de {\displaystyle T_{\beta \beta }^{0\nu }>2.1\cdot 10^{25}} años (con un intervalo de confianza del 90%). Se utilizó germanio como material fuente y detector, y argón líquido para evitar el paso de muones y como protección contra la radiación de fondo. El valor {\displaystyle Q} de 76
Ge para la desintegración 0νββ es de 2039 keV, pero no se encontró un exceso de eventos en esta región. La fase II del experimento comenzó a tomar datos en 2015 y utilizó alrededor de 36 kg de germanio para los detectores. La exposición analizada hasta julio de 2020 fue de 10,8 kg año. Nuevamente, no se encontró ninguna señal y por lo tanto se estableció un nuevo límite en {\displaystyle T_{\beta \beta }^{0\nu }>5.3\cdot 10^{25}} años (90% de I.C.). El detector dejó de funcionar y publicó sus resultados finales en diciembre de 2020. No se observó desintegración beta doble sin neutrinos.

### ExperimentoEXO(Observatorio de Xenón Enriquecido)
El experimento Observatorio de Xenón Enriquecido-200 utiliza xenón como fuente y detector. Está ubicado en Nuevo México (EE. UU.) y utiliza un cámara de proyección del tiempo (TPC) para la resolución espacial y temporal tridimensional del registro de huellas de electrones. El experimento EXO-200 arrojó un límite de vida útil de {\displaystyle T_{\beta \beta }^{0\nu }>3.5\cdot 10^{25}} años (90% de I.C.). Cuando se traduce a masa efectiva de Majorana, este es un límite del mismo orden que el obtenido por GERDA I y II.

### Otros experimentos de toma de datos
- Experimento CUORE (Observatorio Subterráneo Criogénico para Eventos Raros):

El experimento CUORE consta de una serie de 988 cristales de TeO2 ultrafríos (para una masa total de 206 kg de {\displaystyle \mathrm {^{130}Te} }) utilizados como bolómetros para detectar las partículas beta emitidas y como fuente de desintegración. Está ubicado bajo tierra en el Laboratorio Nacional del Gran Sasso y comenzó su primera toma de datos físicos en 2017. En 2020 se publicaron sus resultados de la búsqueda de desintegración beta doble sin neutrinos en {\displaystyle \mathrm {^{130}Te} } con una exposición total de 372,5 kg⋅año, y no encontró evidencia de la desintegración 0νββ, estableciendo un límite inferior bayesiano con un intervalo de confianza del 90%, de {\displaystyle T_{\beta \beta }^{0\nu }>3.2\cdot 10^{25}} años. En abril de 2022 se estableció un nuevo límite de {\displaystyle T_{\beta \beta }^{0\nu }>2.2\cdot 10^{25}} años con el mismo nivel de confianza. El experimento está recopilando datos constantemente y se espera que finalice su programa de física para 2024.
- Experimento KamLAND-Zen (Detector de antineutrinos centelleador líquido Kamioka-Zen):

El experimento KamLAND-Zen comenzó utilizando 13 toneladas de xenón como fuente (enriquecido con aproximadamente 320 kg de {\displaystyle \mathrm {^{136}Xe} }), contenidas en un globo de nailon rodeado por un globo exterior contador de centelleos líquido de 13 m de diámetro. A partir de 2011, el KamLAND-Zen Fase I comenzó a tomar datos, lo que finalmente llevó a establecer un límite en la vida útil de la desintegración beta doble sin neutrinos de {\displaystyle T_{\beta \beta }^{0\nu }>1.9\cdot 10^{25}} años (90% de I.C.). Este límite podría mejorarse combinándolo con los datos de la Fase II (la toma de datos comenzó en diciembre de 2013), con un valor de {\displaystyle T_{\beta \beta }^{0\nu }>2.6\cdot 10^{25}} años (90% de I.C.). Para la Fase II, la colaboración logró especialmente reducir la desintegración de {\displaystyle \mathrm {^{110m}Ag} }, lo que perturbó las mediciones en la región de interés para la desintegración 0νββ con {\displaystyle \mathrm {^{136}Xe} }. En agosto de 2016, se completó KamLAND-Zen 800, que contenía 800 kg de {\displaystyle \mathrm {^{136}Xe} }. Se reportó un límite de {\displaystyle T_{\beta \beta }^{0\nu }>1.07\cdot 10^{26}} años (90% I.C.). En 2023 se mejoró el límite hasta {\displaystyle T_{\beta \beta }^{0\nu }>2.3\cdot 10^{26}} años (90% I.C.).

### Experimentos propuestos
- Experimento nEXO:

Como sucesor del EXO-200, se planeaba que nEXO fuese un experimento a escala de toneladas y formase parte de la próxima generación de experimentos de detección del proceso 0νββ. Está previsto que el material del detector pese alrededor de 5 toneladas, con una resolución de energía del 1% en el valor {\displaystyle Q}. El experimento proporcionaría una sensibilidad de aproximadamente {\displaystyle T_{\beta \beta }^{0\nu }>1.35\cdot 10^{28}} años, después de 10 años de toma de datos.
- LEGEND
- SuperNEMO

## Conversión de muones sin neutrinos
Un muon se desintegra como {\displaystyle \mu ^{+}\to e^{+}+\nu _{e}+{\overline {\nu }}_{\mu }} y {\displaystyle \mu ^{-}\to e^{-}+{\overline {\nu }}_{e}+\nu _{\mu }}. Las desintegraciones sin emisión de neutrinos, como {\displaystyle \mu ^{+}\to e^{+}+\gamma }, {\displaystyle \mu ^{-}\to e^{-}+\gamma }, {\displaystyle \mu ^{+}\to e^{+}+e^{-}+e^{+}} y {\displaystyle \mu ^{-}\to e^{-}+e^{+}+e^{-}}, son tan improbables que se consideran prohibidas, y su observación se consideraría una evidencia a favor de la nueva física. Varios experimentos siguen este camino, como Mu to E Gamma, Comet y Mu2e para {\displaystyle \mu ^{+}\to e^{+}\gamma } y Mu3e para {\displaystyle \mu ^{+}\to e^{+}e^{-}e^{+}}.
El experimento CMS ha buscado la conversión de tau sin neutrinos en la forma {\displaystyle \tau \to 3\mu }.